# Triumfetta longicoma
Triumfetta longicoma är en malvaväxtart som beskrevs av A. St.-hil.. Triumfetta longicoma ingår i släktet triumfettor, och familjen malvaväxter. Inga underarter finns listade i Catalogue of Life.